# Ельфина, Виктория Николаевна
Виктория Николаевна Ельфина (1930 — 1998) — советский и российский  художник в области декоративно-прикладного искусства, специалист по вологодскому кружеву. Член СХ СССР  (1963; СХР с 1991). Лауреат Государственной премии РСФСР имени И. Е. Репина (1968). Заслуженный художник РСФСР (1975).

## Биография
Родилась 8 марта в 1933 года в поселке Кузьминки Ухтомского района Московской области в семье служащих, в период Великой Отечественной войны она вместе с семьёй была эвакуирована в Пензу.
С 1947 по 1952 год обучалась в Московском художественно-промышленном училище имени М. И. Калинина, по окончании которого получила специализацию — художник по кружеву. С 1953 года работала в Вологодском кружевном объединении «Снежинка» в должности художника, а с  1973 года — руководитель творческой лаборатории этого объединения. При участии и по эскизам В. Н. Ельфиной было создано более 600 художественных работ в области вологодского кружева, среди основных: панно «Поющее дерево», «Россия», «Победа», «Электрификация», «Аврора», «Весна», скатерти «Снежинка», «Чаепитие», «Вьюнок», «Солнышко», «Цветение» и «Вологжанка».
В. Н. Ельфина была участницей всероссийских, всесоюзных и более чем в двадцати международных выставок. В 1956—1957 годах участница и призёр художественной выставки на Первом фестивале молодёжи проходившей в Вологде и Выставке народно-прикладного и декоративного искусства РСФСР. В 1960 году была победителем  Всероссийской выставке художественных промыслов в Манеже. В 1960 и в 1968 году её произведения участвовали в ВДНХ СССР, за которые она удостаивалась большой серебряной и бронзовой медалями этой всесоюзной выставки.
Произведения В. Н. Ельфиной были представлены на Всемирной выставке Expo 58 в Брюсселе, Всемирной выставке Expo 67 в Монреале и Всемирной выставке Expo 70 в Осаке. В 1969 году за свою скатерть «Снежинка» она была удостоена золотой медали на международной ярмарке.
С 1963 года В. Н. Ельфина была избрана членом Союза художников СССР (с 1991 года Союза художников России).
В 1968 году Постановлением СМ РСФСР в области изобразительного искусства В. Н. Ельфина «за создание высокохудожественных образцов кружевных материй»
была удостоена Государственной премии РСФСР имени И. Е. Репина.
В 1975 году В. Н. Ельфиной «за заслуги в области искусства» было присвоено почётное звание — Заслуженный художник РСФСР.
Умерла 22 июня 1998 года в Вологде.

## Награды
- Заслуженный художник РСФСР (1975)[4]
- Государственная премия РСФСР имени И. Е. Репина (1968)[3]
- Большая серебряная медаль ВДНХ (1960)
- Бронзовая медаль ВДНХ (1968)[1]